# Ligia exotica
Ligia exotica är en kräftdjursart som beskrevs av Roux 1828. Ligia exotica ingår i släktet Ligia och familjen gisselgråsuggor. Inga underarter finns listade i Catalogue of Life.

## Bildgalleri

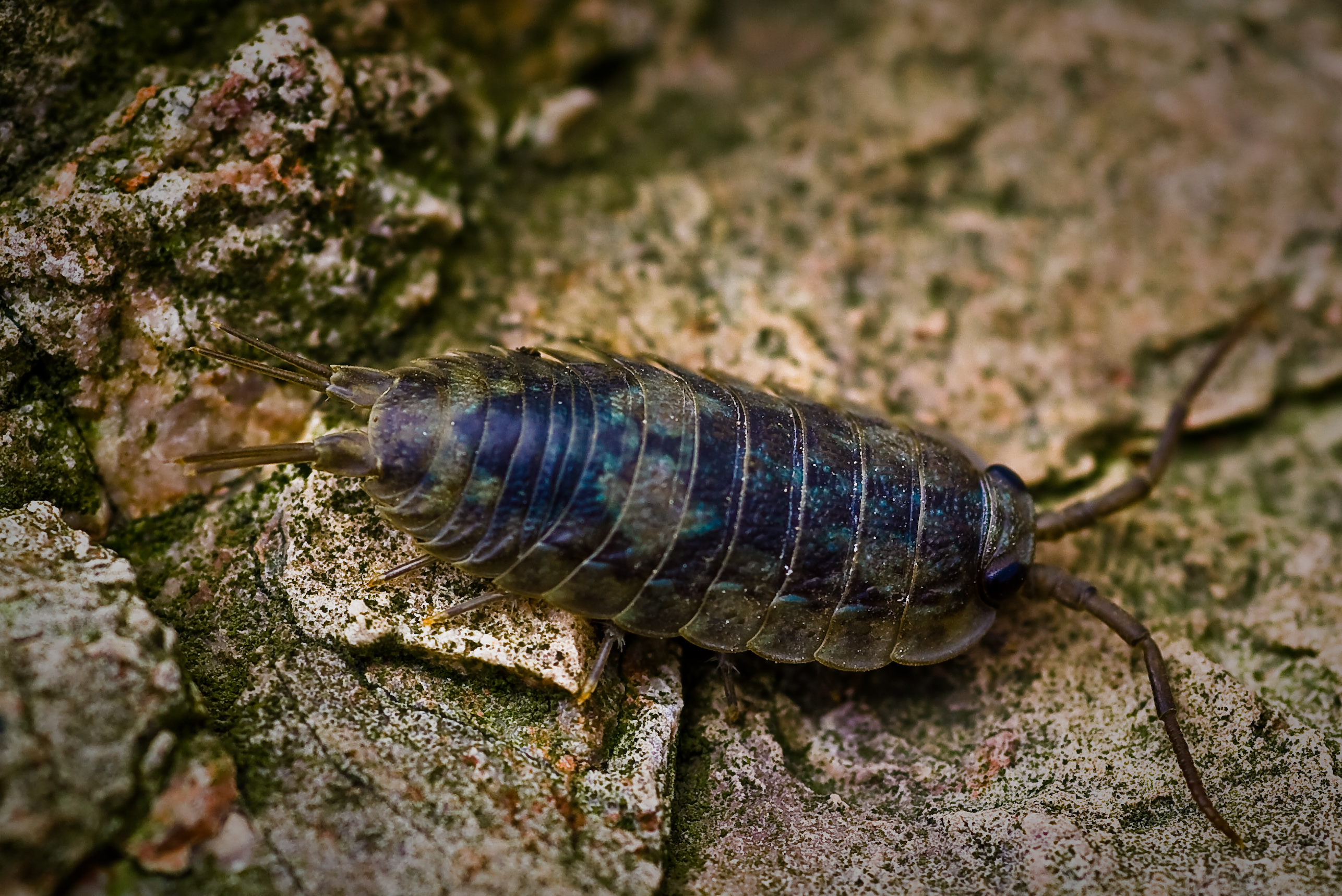
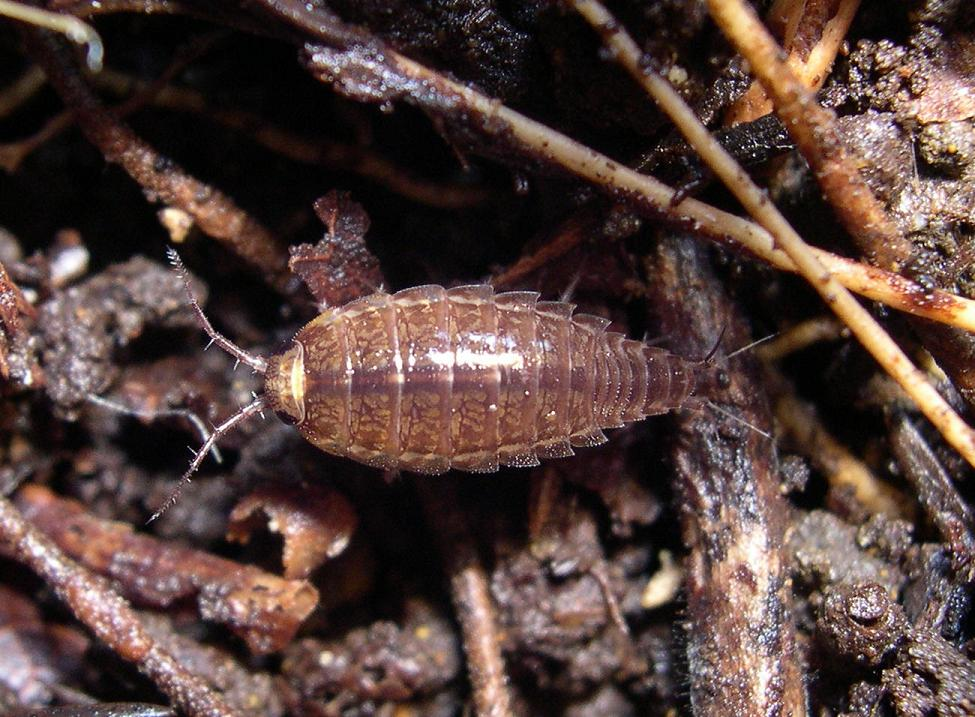
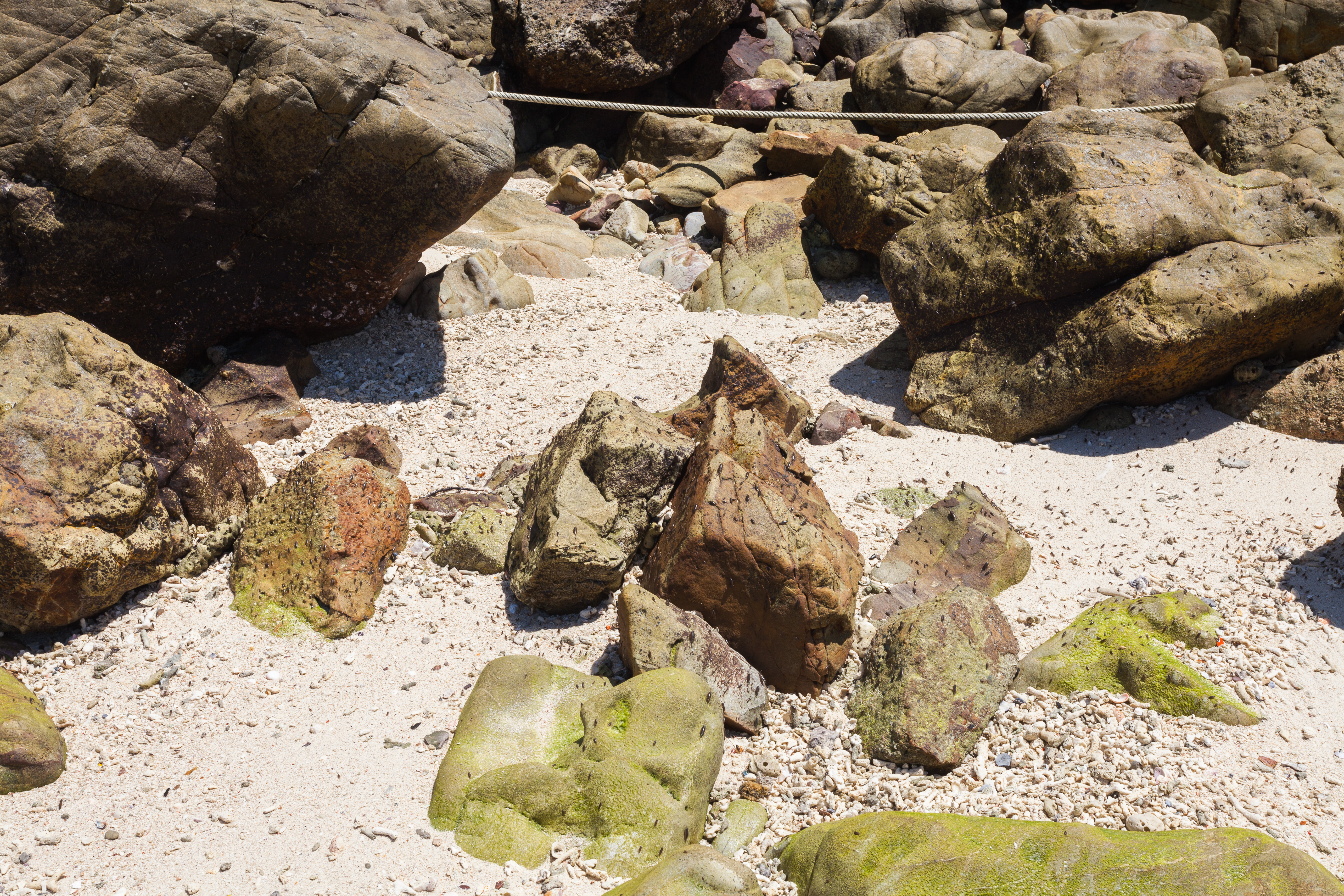
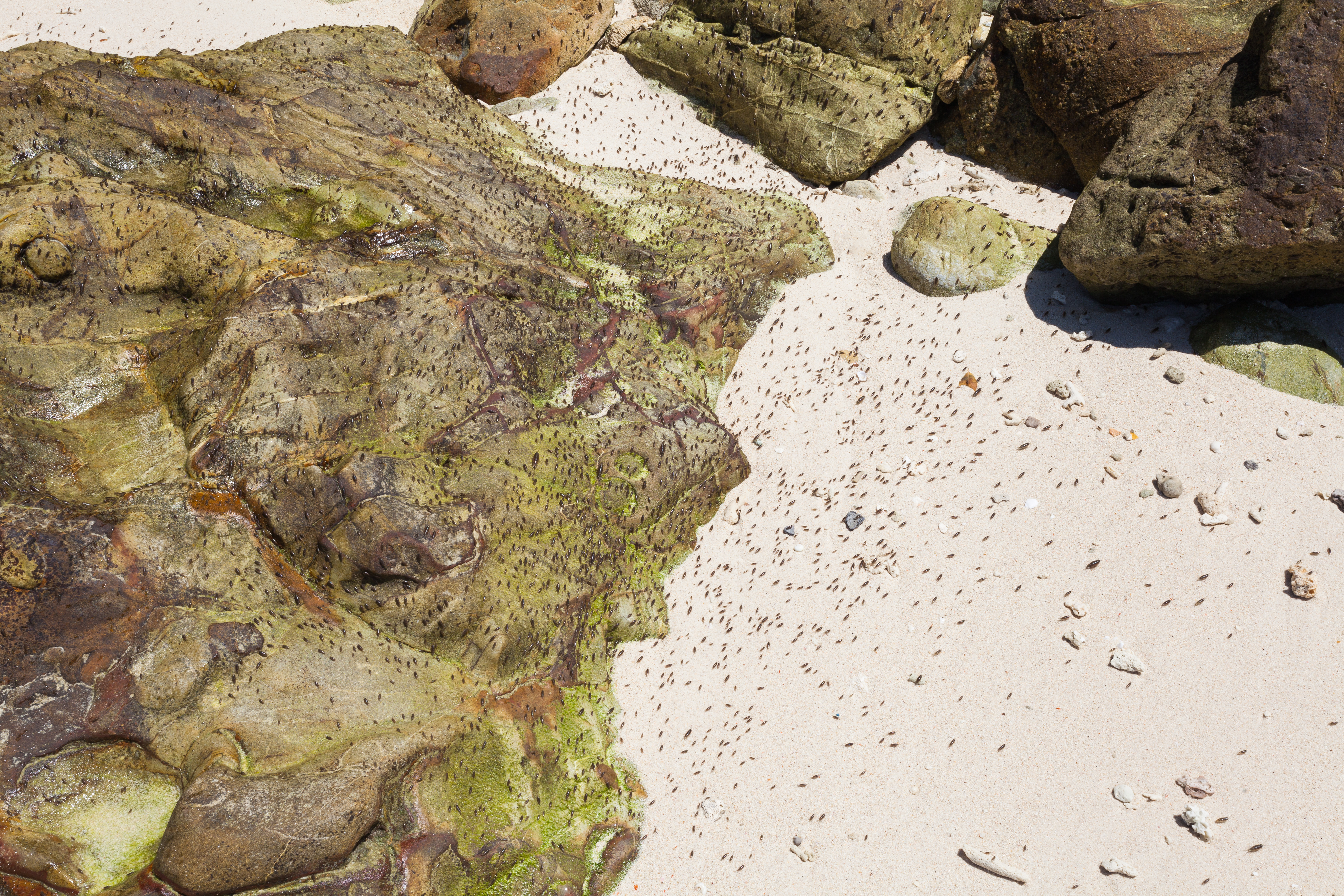
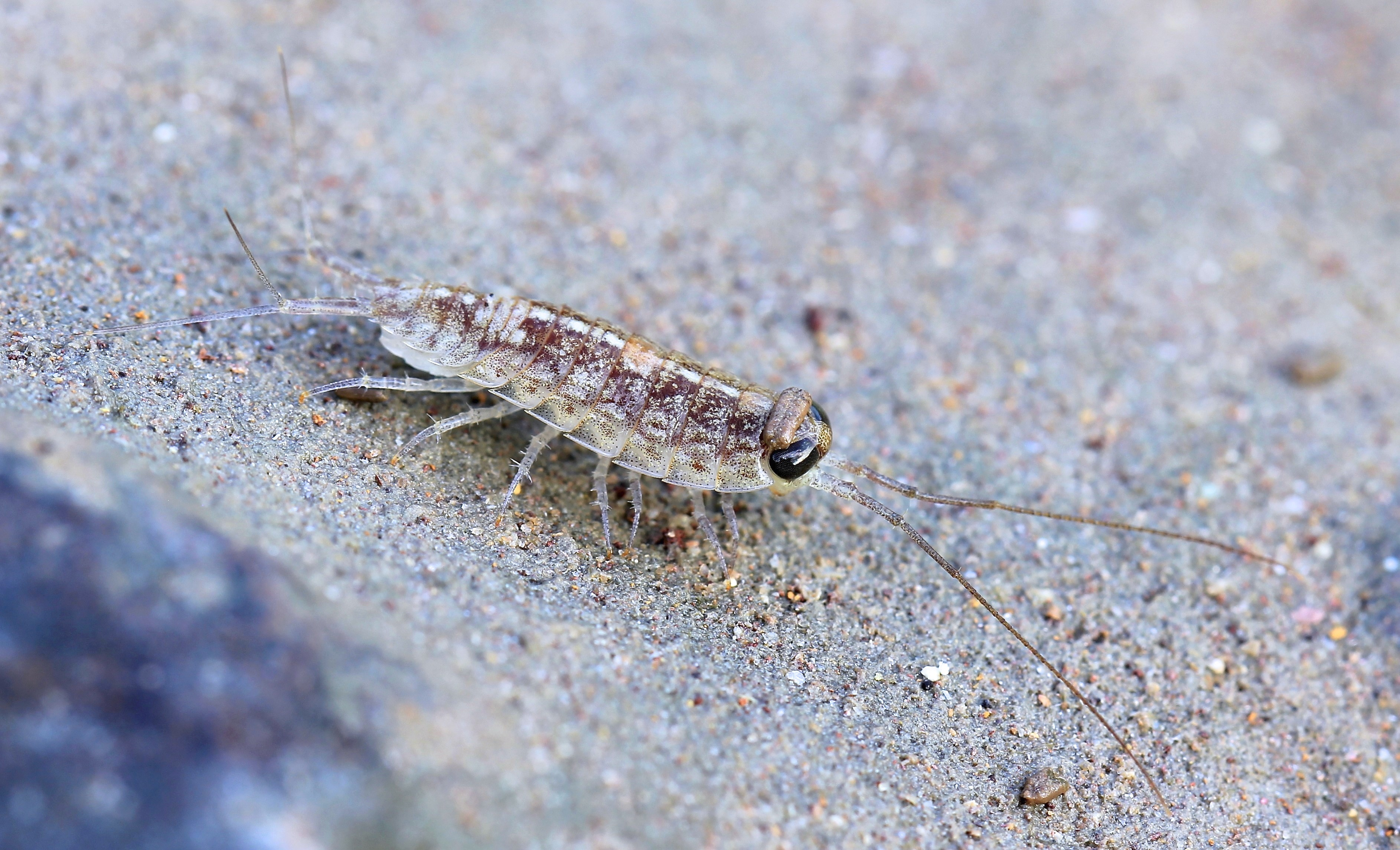